# Bruno Valkeniers
Bruno Lodewijk Juliaan Ambrosius Valkeniers (Brussel, 13 juni 1955) is een Belgisch zakenman en politicus die voormalig partijvoorzitter van het Vlaams Belang is.

## Biografie
Bruno Valkeniers is de zoon van Victor Valkeniers en de achterkleinzoon van Emiel Eylenbosch. Afkomstig uit Schepdaal, in het Pajottenland verhuisde hij reeds op jonge leeftijd met zijn familie naar Antwerpen, waar hij de klassieke humaniora volgde aan het Sint-Lievenscollege. Op universitair vlak behaalde hij in 1978 een licentie in de Rechten aan de Universiteit Antwerpen en in 1979 een speciale licentie in maritiem- en luchtvaartrecht aan de ULB te Brussel. Van 1980 tot 2002 was hij commercieel directeur en van 2002 tot 2006 directeur van de containerdivisie bij de Hesse-Noord Natie. In 2006 verliet hij het bedrijf vanwege een conflict met de nieuwe eigenaars. In 2002 richtte hij het maritiem consultingbedrijf Falconsult bvba op, dat hij tot in december 2018 bleef leiden. Sinds 2018 is hij secretaris van de General Stevedoring Council, een netwerk van bedrijven actief in havenactiviteiten en het laden en lossen van schepen.
Valkeniers was vanaf zijn jeugd actief in de Vlaamse Beweging. Hij was eerst actief binnen het Katholiek Vlaams Hoogstudentenverbond, maar werd in 1976 mede-oprichter en bezieler van de Nationalistische Studentenvereniging met het tijdschrift Signaal. Hij was medestichter van de Internationale Serviceclub Marnixring en werd voorzitter van de afdeling Marnixring Antwerpen Hanze. In de periode 2005-2006 was hij voorzitter van het Algemeen Nederlands Zangverbond, de organisator van het Vlaams Nationaal Zangfeest. Verder was hij nog lid van de denkgroep In de Warande en bestuurslid van het Wies Moens-vormingsinstituut. Voorts is hij Rooms-katholiek en noemt hij zichzelf een sociaal-conservatief. Hij staat voor een conservatieve ethische lijn en stelde in dat kader het volgende: "met zijn wetgeving voor homoseksuelen heeft paars de abnorm gelijkgeschakeld met de norm".
Hij werd ook kernlid van de Vlaams-republikeinse denkgroep Res Publica.

### Vlaams Blok en Vlaams Belang
Valkeniers was reeds in de beginperiode van het Vlaams Blok actief, maar verliet de partij in 1983 omdat hij vond dat de levensstijl van sommige bestuursleden van de partij in strijd was met conservatieve ethische programma van de partij en de partij zich niet genoeg richtte op Vlaamse onafhankelijkheid. In juni 2006 maakte hij zijn terugkeer naar de partijpolitiek bekend die hij door beroepsactiviteiten begin jaren 80 vaarwel zei. Hij trok in oktober 2006 de provincieraadslijst voor het Vlaams Belang in Antwerpen en stond op de voorlaatste plaats voor de gemeenteraad in Antwerpen. Hij behaalde 2.339 voorkeurstemmen voor de gemeenteraad en 25.649 voorkeurstemmen voor de provincieraad. Valkeniers was van 2006 tot 2018 gemeenteraadslid van Antwerpen en van 2006 tot 2007 provincieraadslid van Antwerpen. Bij de verkiezingen van juni 2007 werd Valkeniers voor de kieskring Antwerpen verkozen in de Kamer van volksvertegenwoordigers, waar hij tot in mei 2014 bleef zetelen.
Bruno Valkeniers was ook een van de eersten binnen Vlaams Belang om een oproep te doen tot een Forza Flandria, een bundeling van alle Vlaams-nationale, conservatieve en rechts-liberale krachten in Vlaanderen.
Op de verkiezingsmeeting van het Vlaams Belang op 4 maart 2007 leek zijn tussenkomst op een verdoken sollicitatie voor het voorzitterschap van de partij. Begin 2008 werd duidelijk dat hij Frank Vanhecke als voorzitter op zou volgen als consensuskandidaat. Daarmee was Valkeniers de derde voorzitter in het dertigjarig bestaan van het Vlaams Blok/Belang na de stichter-voorzitter voor het leven Karel Dillen en Frank Vanhecke. Op 2 maart 2008 werd Valkeniers door 94,6 procent van de kaderleden van Vlaams Belang verkozen tot nieuwe partijvoorzitter. Valkeniers wilde de partij laten evolueren van een zweeppartij naar een beleidsverantwoordelijke rechts-conservatieve partij. Volgens de website van het tijdschrift Knack deed Valkeniers begin juni 2008 een voorstel naar de LDD om voor de komende regionale en Europese verkiezingen van 2009 de krachten te bundelen en een kartel te vormen. Het bureau van Lijst Dedecker wees dit voorstel evenwel af.
Hij deed enigszins van zich spreken toen hij in het televisieprogramma De Keien van de Wetstraat stelde dat hij, mocht hij moeten emigreren, (vroeger) graag voor Zuid-Afrika had gekozen, ook onder de apartheid omdat "die apartheid hem niet stoorde".
Onder zijn voorzitterschap kampte het Vlaams Belang met een machtsstrijd tussen enerzijds Gerolf Annemans en Filip Dewinter en anderzijds Frank Vanhecke en Marie-Rose Morel over de strategie van de partij, die door Annemans en Dewinter werd gewonnen. Omdat Valkeniers' visie eerder aansloot bij die van Vanhecke en Morel kon Valkeniers hierdoor moeilijk zijn stempel drukken op de partij.
Na de voor Vlaams Belang desastreuze resultaten van de lokale verkiezingen van 14 oktober 2012 stelde Valkeniers zich bij de nieuwe vervroegde voorzittersverkiezingen eind 2012 geen kandidaat meer. Als Antwerps lijstduwer voor het Vlaams Parlement raakte hij bij de verkiezingen in 2014 en die van 2019 niet verkozen. Sinds september 2019 is hij voor het Vlaams Belang opnieuw provincieraadslid van Antwerpen.

### Privé
Bruno Valkeniers huwde met Françoise Janssens en is vader van vier kinderen. Ook is hij een neef van de gewezen VU- en huidig Open Vld-politicus Jef Valkeniers.